# Circe
Circe era, na mitologia grega, uma feiticeira, em versões racionalizadas do mito, uma especialista em venenos e drogas. Também aparecia como uma Deusa ligada à feitiçaria, assim como sua mãe Hécate. Circe é considerada a Deusa da Lua Nova, do amor físico, feitiçaria, encantamentos, sonhos precognitivos, maldições, vinganças, magia, bruxaria e caldeirões.

## Família
Circe era filha do deus Hélios e da ninfa Perseis, irmã de dos deuses Perses, Pasifae e Aietes. Também podendo ser filha de Hécate e Hélios.

## Na Odisseia
No decurso de suas perambulações, o herói Ulisses (personagem épico da Odisseia de Homero, também conhecido como Odisseu) e sua tripulação desesperada desembarcam na praia da ilha de Eana, onde vivia Circe, filha do Sol.
Ao desembarcar, Ulisses subiu a um morro e, olhando em torno, não viu sinais de habitação, a não ser um ponto no centro da ilha, onde avistou um palácio rodeado de árvores.
Ulisses enviou à terra 23 homens, chefiados por Euríloco, para verificar com que hospitalidade poderiam contar. Ao se aproximarem do palácio, os gregos viram-se rodeados de leões, tigres e lobos, não ferozes mas domados pela arte de Circe, que era uma feiticeira poderosa. Todos esses animais tinham sido homens e haviam sido transformados em feras por seus encantamentos.
Do lado de dentro do palácio vinham sons de uma música suave e de uma bela voz de mulher que cantava. Euríloco a chamou em voz alta, e a deusa apareceu e convidou os recém-chegados a entrar, o que fizeram de boa vontade, exceto Euríloco, que desconfiou do perigo. A deusa fez seus convivas se assentarem e serviu-lhes vinho e iguarias. Quando haviam se divertido à farta, tocou-os com uma varinha de condão e eles se transformaram imediatamente em porcos, com "a cabeça, o corpo, a voz e as cerdas" de porco, embora conservando a inteligência de homens.
Euríloco se apressou a voltar ao navio e contar o que vira. Ulisses, então, resolveu ir ele próprio tentar a libertação dos companheiros. Enquanto se encaminhava para o palácio encontrou-se com um jovem que se dirigiu a ele familiarmente, mostrando que estava a par de suas aventuras. Revelou que era Hermes e informou Ulisses acerca das artes de Circe e do perigo de aproximar-se dela. Como Ulisses não desistiu de seu intento, Hermes (Mercúrio para os romanos) deu-lhe o broto de uma planta chamada Moli, dotada de poder enorme para resistir às bruxarias, e ensinou-lhe o que deveria fazer.
Ulisses prosseguiu seu caminho e, ao chegar ao palácio, foi recebido cortesmente por Circe, que o obsequiou como fizera com seus companheiros. Depois que ele havia comido e bebido, tocou-o com sua varinha de condão, dizendo:
- Ei! procura teu chiqueiro e vá espojar-se com teus amigos.
Em vez de obedecer, Ulisses desembainhou a espada e investiu furioso contra a deusa, que caiu de joelhos, implorando clemência. Ulisses ditou-lhe uma fórmula de juramento solene de que libertaria seus companheiros e não cometeria novas atrocidades contra eles ou contra o próprio Ulisses. Circe repetiu o juramento, prometendo, ao mesmo tempo, deixar que todos partissem são e salvos, depois de os haver entretido de forma hospitaleira.
Cumpriu a palavra. Os homens readquiriram suas formas, o resto da tripulação foi chamado da praia e todos foram tratados magnificamente durante vários dias, a tal ponto que Ulisses pareceu ter-se esquecido da pátria e se resignado àquela vida inglória de ócio e prazer.
Por fim seus companheiros apelaram para seus sentimentos mais nobres, e ele recebeu a censura de boa vontade. Circe ajudou nos preparativos para a partida e ensinou aos marinheiros o que deveriam fazer para passar sãos e salvos pela costa da Ilha das Sereias. As sereias eram ninfas marinhas que tinham o poder de enfeitiçar com seu canto todos que o ouvissem, de modo que os infortunados marinheiros sentiam-se irresistivelmente impelidos a se atirar ao mar, onde encontravam a morte.
Circe aconselhou Ulisses a cobrir com cera os ouvidos de seus marinheiros, de modo que não pudessem ouvir o canto, e a amarrar-se a si mesmo no mastro dando instruções a seus homens para não libertá-lo, fosse o que fosse que ele dissesse ou fizesse, até terem passado pela Ilha das Sereias.

## No Poema Metamorfoses
Segundo o poeta romano Ovídio, Glauco era um humano que as divindades aquáticas resolveram transformar em uma criatura do mar, com uma barba verde-acinzentada, largos ombros, braços azulados, pernas curvadas com nadadeiras na extremidade. Ele se apaixonou pela ninfa Cila, que apavorada com sua aparição, põe-se a fugir, pelas águas, pelas rochas, pelas cavernas submarinas. Mas o amor do pobre Glauco era imenso e, desesperado, e ele se lança em perseguição da bela ninfa, implorando, aos prantos, que lhe conceda um pouco de atenção. Impassível às suas súplicas, Cila continua sua fuga, escondendo-se num lugar tão inacessível que jamais Glauco conseguiria encontrá-la. Depois de inúteis buscas, Glauco é obrigado a reconhecer sua derrota. Apenas algum poder superior lhe facultaria conquistar o afeto da formosa ninfa. Abatido, torturado, Glauco dirige-se à ilha de Eeia, onde morava Circe, a feiticeira, e roga-lhe que o ajude a conquistar sua amada. Circe promete atendê-lo, mas acaba enamorando-se pelo deus marinho. Como Glauco a rejeita, agora é Circe quem põe-se a percorrer os mares, sem descanso atrás de seu amado. Como encantos de mulher revelam-se insuficientes, ela recorre a seus poderes de feiticeira, e decide transformar Cila em uma criatura tão horrenda e repulsiva que todo o amor de Glauco haveria de transformar-se em aversão. Sem ser vista, Circe derrama veneno nas águas de uma fonte onde a ninfa costumava banhar-se e retorna para a ilha de Ea onde aguarda pelos resultados. Quando Cila mergulha na água enfeitiçada seu belo corpo começa lentamente a transformar-se. Monstros horrendos surgem à sua volta, com ensurdecedor alarido. Aterrorizada, a ninfa procura afastá-los e fugir. Então descobre que os monstros são parte de si mesma, nascem de seu corpo. Desesperada corre ao encontro de Glauco e em seus braços chora longamente. Ele também lamenta a beleza perdida, mas recusa-se a permanecer com a antiga ninfa, pois o grande amor não existe mais. O aterrorizante monstro marinho em que Cila se transformou tinha o torso de uma bela mulher mas, em volta da cintura, possuía seis cabeças de serpente com três fileiras de dentes e um círculo de doze cães ladradores. Os cães a alertavam quando um navio estava passando, de forma que ela pudesse capturar os navegantes.

## Textos modernos e contemporâneos
No poema "Endimião", do poeta Keats, podemos ter uma ideia do que se passava no pensamento dos homens que eram transformados em animais pela deusa feiticeira Circe. Os versos abaixo teriam sido ditos por um monarca transformado em elefante pela deusa:
Não lamento a coroa que perdi,
A falange que outrora comandei
E a esposa, ou viúva, que deixei
Não lamento, saudoso, minha vida
Filhos e filhas, na mansão querida
Tudo isso esqueci, as alegrias
Terrenas dos velhos dias olvidei
Outro desejo vem, muito mais forte
Só aspiro, só peço a própria morte
Livrai-me deste corpo abominável
Libertai-me da vida miserável
Piedade, Circe! Morrer e tão-somente!
Sede, deusa gentil, sede clemente!

## Na ficção
- No Universo DC, Circe é uma supervilã e arqui-inimiga das amazonas Hipólita e Mulher-Maravilha.
- No livro "Percy Jackson e os Olimpianos - O Mar de Monstros" saga "Percy Jackson e os Olimpianos", Percy e Annabeth vão parar na ilha de Circe, onde Percy é transformado em porquinho-da-índia e é salvo por Annabeth com as multivitaminas de Hermes.
- No livro Harry Potter e a Pedra Filosofal da série Harry Potter, Harry consegue a figurinha de Circe quando está conseguindo suas primeiras Figurinhas de Bruxos e Bruxas Famosas que vem nos sapos de chocolates.

"Harry arregalou os olhos quando Dumbledore voltou para a figurinha e lhe deu um sorrisinho. Rony estava mais interessado em comer os sapos do que em olhar os bruxos e bruxas famosas, mas Harry não conseguia despregar os olhos deles. Logo não tinha só Dumbledore e Morgana, como também Hengisto de Woodcroft, Alberico Grunnion, Circe, Paraceko e Merlim. Por fim ele despregou os olhos da druida Cliodna que estava coçando o nariz, para abrir o saquinho de feijõezinhos de todos os sabores."
- Livro Circe de Madeline Miller. Editora Planeta — Ulisses e Circe resolveram trégua na base do diálogo, no livro, ela propôs que "muitos encontram confiança no amor". Ulisses, então, a fez jurar pelo rio Estige que não lhe lançaria um feitiço assim que largasse a Moli para deitar-se em sua cama. Dessa forma, os dois viraram amantes que resultou no filho que Ulisses não conhecera, Telégono.[5]
- Circe também se encontra no jogo Fate/Grand Order, um jogo de RPG, sendo representada como uma serva da classe Caster.
- Na Terceira Temporada de O Mundo Sombrio de Sabrina, Circe aparece como integrante da comunidade dos Pagãos. Ela não só transforma colegas de escola de Harvey Kinkle em porcos como a Tia Hilda em um monstro aracnídeo.